# Megogo
MEGOGO (ukr.  Мегого) to międzynarodowy serwis OTT/VOD z siedzibą w Kijowie, na Ukrainie. Jest liderem wśród platform OTT na Ukrainie i świadczy usługi w Europie Wschodniej, Azji Środkowej i na Kaukazie. MEGOGO ma katalog około 200 tysięcy godzin treści: filmów i programów dokumentalnych, kreskówek, seriali, programów TV, transmisji sportowych i wydarzeń kulturalnych, programów podróżniczych, meczów piłki nożnej, audiobooków, podcastów itp. Ponadto streamuje kanały telewizyjne: dostępnych jest ponad 4000 lokalnych i zagranicznych kanałów telewizyjnych. FOX, Universal, Sony, Walt Disney, MGM, Miramax, Warner Brothers, Paramount Pictures, BBC, Euronews, Discovery Communications, Scripps, Viacom. Jest wśród wyłącznych nadawców europejskich lig piłkarskich LALIGA EA SPORTS, Ligue 1, Serie A itp.
W lipcu 2020 r. MEGOGO rozpoczęło produkcję audiobooków, głównie współczesnej literatury ukraińskiej, a już w 2021 r., rozpoczęło produkcję własnych seriali audio.
W styczniu 2021 roku MEGOGO ogłosiło, że zostało wyłącznym nadawcą meczów Ligi Mistrzów UEFA, Ligi Europy UEFA i Ligi Konferencji Europy UEFA w sezonach 2021-2024 na Ukrainie.
Także w 2021 r. MEGOGO uruchomiło własne studio aktorskie „MEGOGO Voice”, koncentrujące się na języku ukraińskim.
W lutym 2023 r. MEGOGO weszło na rynek polski i otworzyło biuro w Warszawie.

## Informacje ogólne
MEGOGO obejmuje ponad 400 interaktywnych kanałów; filmy, seriale i kreskówki produkcji FOX, BBC, Sony Pictures, Walt Disney, Universal Pictures, Warner Bros., Paramount Pictures i innych; audiobooki i podcasty; programy edukacyjne.
Serwis transmituje również na wyłączność wydarzenia sportowe, takie jak Liga Mistrzów UEFA, Liga Europy UEFA i Liga Konferencji Europy UEFA, najlepsze krajowe mistrzostwa w piłce nożnej, boks organizowany przez K2 i Top Rank na Ukrainie i innych krajach, organizując produkcję zgodnie z wymaganiami posiadaczy praw.

## Historia
Oficjalne uruchomienie projektu miało miejsce 22 listopada 2011 r. w Kijowie, na Ukrainie. W maju 2012 roku MEGOGO otworzyło biura na Białorusi i Łotwie. W czerwcu 2012 r. bezpłatny dostęp do MEGOGO został uruchomiony w telewizorach LG z funkcją Smart TV. Miesięczna liczba użytkowników wynosiła 13 milionów. W styczniu 2013 r. miesięczny zasięg wyniósł 17,5 mln, a już w lutym 20 mln.
Na początku 2014 r. MEGOGO uruchomiło sekcję telewizyjną, w której transmitowane są kanały linearne. W lutym 2015 r. liczba unikalnych użytkowników w ciągu miesiąca wynosiła 32 miliony, gdy usługa rozpoczęła transmisję treści o rozdzielczości 4K.
W 2015 roku MEGOGO uruchomiło telewizję płatną. W maju 2016 r. rozpoczęło tworzenie własnych treści. Przykładem jest 28-odcinkowy serial animowany o Kozakach.
W październiku 2016 r. MEGOGO uruchomiło inicjatywę społeczną „Zobacz jak słychać” (укр. Дивись як чутно), która umożliwia oglądanie najlepszych treści na świecie widzom z wadami słuchu, dzięki tłumaczenie na język migowy, a także z wadami wzroku, dzięki audiodeskrypcji komentarze.
Na początku 2019 roku na platformie wystartował kanał sportowy MEGOGO Football, który transmituje mecze i podsumowania europejskich rozgrywek: La Liga, Liga 1, Bundesliga, Premier League.
W grudniu 2019 r. serwis uruchomił nową linię MEGOGO Audio, która oferuje audiobooki i podcasty. Obecnie, sekcja zawiera ponad 12 000 odcinków podcastów i ponad 2000 bajek dla dzieci.
Pod koniec 2019 r. firma poszerzyła zakres działalności owłasne kanały, treści audio z podcastami i audiobookami oraz własny kontent wideo.
W 2020 roku Discovery i MEGOGO ogłosiły partnerstwo. W ramach tej współpracy abonenci otrzymali dostęp do treści w serwisie rozrywkowym Discovery+online.
W lipcu 2020 r. MEGOGO podpisało memorandum o współpracy z Ministerstwem Transformacji Cyfrowej Ukrainy.
Od lutego 2022 r. MEGOGO jest wyłącznym nadawcą na Ukrainie takich wydarzeń sportowych jak: mecze Ligi Mistrzów UEFA, Ligi Europy UEFA i Ligi Konferencji Europy UEFA, LALIGA EA SPORTS, Ligue 1, DFB-Pokal, Copa América i brazylijskiej Serie A, walki Top Rank, K2 Promotions Ukraine, Bellator i wiele innych.
W lutym 2022 r. MEGOGO usunęło wszystkie treści wyprodukowane w Rosji i zamknęło dostęp do usługi w Rosji i na Białorusi.
W kwietniu 2022 r., serwis uruchomiła nową jednostkę biznesową – MEGOGO Outsourcing. Teraz MEGOGO może świadczyć usługi na rzecz zewnętrznych firm w zakresie IT, transmisji na żywo, produkcji itp.
W lutym 2023 r. MEGOGO weszło na polski rynek i otworzyło biuro w Warszawie.

## Treści
Treści dostępne są w wielu językach, w tym polskim, ukraińskim, angielskim, niemieckim, francuskim, łotewskim, litewskim, estońskim, gruzińskim, tureckim itp.
W lutym 2013 r. MEGOGO podpisało umowę z BBC i zakupiło 300 godzin materiałówwideo, w tym dokument „Planeta ludzi”, „Zamarznięta planeta” Davida Attenborough oraz seriale „Luther”, „Sherlock” i „Duchy”.
W lipcu 2020 r. serwis rozpoczął produkcję audiobooków. Pierwsze wydane zostały zbiory krótkiej prozy „Może jutro” i „Otchłań” ukraińskiej pisarki i reżyserki Marisy Nikityuk, czytane przez samą autorkę.
MEGOGO rozwija się w kierunku sportowym i oferuje szereg ekskluzywnych wydarzeń. W styczniu 2021 roku firma otrzymała od UEFA prawa do pokazywania sezonów Ligi Mistrzów UEFA, Ligi Europy UEFA i Ligi Konferencji Europy UEFA do 2024 roku. Po raz pierwszy w historii Ukrainy przetarg na pokazywanie meczów europejskich rozgrywek klubowych wygrał serwis OTT.

## Polska
Z MEGOGO można korzystać na:
- większości telewizorów Smart TV, w tym LG i Samsung, w rekomendowanych aplikacjach lub w sklepie z aplikacjami[34][16][17]
- aplikacja MEGOGO jest dostępna w Google Play Market, App Store, Huawei AppGallery, Galaxy App Store, Xiaomi Apps.
- XBOX One, XBOX Series S/X

Serwis działa w Polsce od lutego 2023 roku. W ramach usługi w kraju uruchomiono następujące pakiety: Startowy, Optymalny, Maksymalny, a także TV i Kino UA.
Pakiety obejmują wszystkie najważniejsze kanały telewizyjne i bogatą ofertę telewizyjną dostępną na polskim rynku, w tym TVN, Polsat, TV Puls, TV4, Stopklatka TV, Zoom TV i inne. Ponadto MEGOGO oferuje CANAL+ CANAL+ Sport5, Alekino+, MiniMini+, Planete+, CANAL+ Kuchnia, CANAL+ Domo, teleToon+, Novelas+, TVN24, TVN24 BiS, Viasat World Polsat Viasat Nature, Polsat Viasat Explore, Polsat Viasat History, Kino Polska, Kino TV, Kino Polska Muzyka, Gametoon, Eleven Eleven Sports 1, Eleven Sports 2, Eleven Sports 3, Eleven Sports 4, Eleven Sports 4K, SkyShowtime Comedy Central, MTV, Nickelodeon, Paramount Channel, kanały BBC BBC First, CBeebies, BBC Earth, BBC LIfestyle, a także TVP World, Romance TV, Motowizja, Adventure HD, SundanceTV, CBS Europa i wiele innych.
Na czele warszawskiego biura firmy stoi Artur Pacuła, CEO MEGOGO Polska. Artur pracował wcześniej w The Walt Disney Company, Sony Music Poland i Solopan.
Oferta serwisu w Polsce obejmuje pakiety telewizyjne, a także aktualizowaną na bieżąco bibliotekę filmów i seriali.
W marcu 2023 r. MEGOGO rozszerzyło pakiety abonamentowe o kanały z portfolio The Walt Disney Company i grupy Kino Polska bez zmiany cen, a także podpisało umowę o współpracy z wiodącym dystrybutorem filmowym w Polsce, Kino Świat.
W sierpniu 2023 MEGOGO otrzymało prawa do transmisji walki Usyk-Dubois w Polsce.
MEGOGO zostało także oficjalnym nadawcą Pucharu Narodów Afryki 2023 w Polsce.
W 20224 MEGOGO zostało oficjalnym nadawcą CAVE MMA 4 w Polsce. 
Serwis MEGOGO współpracuje z firmami telekomunikacyjnymi. Są wśród nich m.in. operator komórkowy PLUS, operator szerokopasmowego Internetu/IPTV NETIA, operator komórkowy Orange Polska oraz PLAY.

## Funkcje

### Funkcja pobierania
Niektóre treści VOD są dostępne do pobrania i dalszego oglądania w aplikacji MEGOGO bez połączenia z Internetem. Funkcja ta jest również dostępna dla audio.
MEGOGO jest dostępne na telewizorach Smart TV, urządzeniach mobilnych, komputerach PC, konsolach do gier i odtwarzaczach multimedialnych. MEGOGO zwraca szczególną uwagę na funkcjonalność i spersonalizowany system rekomendacji dla użytkowników.

### Wysoka jakość obrazu
Większość kanałów dostępnych na MEGOGO nadaje w jakości HD.